# アプリーズ
アプリーズ (APPLIESE) は、青森県弘前市のJR東日本弘前駅に隣接する駅ビル。

## 概要
- 所在地：弘前市大字表町2-11
- 営業時間
  - ショッピングフロア：10:00-20:00
  - ファミリーマート：24時間（駅ビル内からは10:00-20:00のみ）
  - そば処 こぎん：6:20〜20:00（駅ビル内からは10:00以降のみ）
  - ミスタードーナツ：7:00-21:00（駅ビル内からは10:00-20:00のみ）
  - ドトールコーヒーショップ：7:00-20:00（駅ビル内からは10:00以降のみ）
- 駐車場台数：50台（30分間無料　それ以降は30分毎に100円加算）

## 歴史
- 1982年4月23日 - 創業[1]。
- 1989年3月18日 - 市制100周年記念で増床リニューアルオープン[1]。
- 2004年12月12日 - 4代目弘前駅舎使用開始に伴いリニューアルオープン。

## フロア・テナント
1階
- マツモトキヨシ弘前駅ビルアプリーズ店（ドラッグストア）
- 弘前物産パルシー（土産品）
- 小山せんべい（菓子）
- しかないせんべいアプリーズ店（菓子）
- 御菓子司 緋炉弥（和洋菓子）
- ミスタードーナツ弘前ステーション店（ドーナツ・ドリンク）
- ファミリーマート弘前アプリーズ店（コンビニエンスストア[2]）
- ラグノオアプリ（和洋菓子）
- そば処 こぎん（そば・うどん）
- ATMコーナー
  - 青森銀行ATM統括支店/東奥信用金庫大町支店 アプリーズ共同出張所（青銀幹事）
  - みちのく銀行弘前営業部/青い森信用金庫弘前駅前支店 アプリーズ共同出張所（みち銀幹事）

2階
- レトロギャラリー（婦人服・雑貨）
- ヴィ・ド・フランス（ベーカリー・カフェ）
- アマトーネ アクセソリーオ（アクセサリー・雑貨）
- ドトールコーヒーショップ弘前駅ビル店（カフェ）
- ハニーズ弘前店（婦人服・雑貨）
- ピエタピエ by チュチュアンナ（靴下・ランファン）

3階
- キャンドゥ（100円ショップ）
- エレガンスブティックえま（婦人服・雑貨）
- ラパックス（メンズ・レディースバック）
- ルフラウ（インポートバッグ・レザー・毛皮）

4階
- SUIT SELECT（紳士・婦人服）
- くりたクリニック（クリニック）
- under-colors picasso（美容室）
- ニチイ学館（各種養成講座）

### 過去のテナント
- 日弘楽器アプリーズ店（楽器・CDレコード店/4階）
- 菊池薬店弘前駅ビルアプリーズ店（薬局・ドラッグストア/1階）
- 鵞湖書房（書店/4階） - 2005年春より[3]営業していたが、2008年10月15日をもって閉店・撤退した。
- ペリゴール（洋菓子/1階）
- 御菓子司 開雲堂（和菓子/1階）
- 青い花のスウィートポテト（土産・名産品、洋菓子/1階）
- Pas a Pas（クレープ・カフェ/2階）
- コラージュ（雑貨/2階）
- 中央コンタクト（コンタクトレンズ/3階）
- エステアップ（エステサロン/4階）
- おしゃれ工房（洋服修理/4階）
- グリーンスレッド（婦人服・雑貨/3階）
- ワイモバイル弘前（携帯販売）
- サンクス（コンビニ/1階・ファミリーマートに転換）
- 2004年の駅ビルリニューアルまでは、4階にはびっくり大王（ハンバーグレストラン）や杵屋（うどん店）などのレストランも入居していた。

## その他
- 弘前駅舎リニューアルに伴う仮駅舎開業までは、当ビルへの専用出改札口もあった。